# Schwegel

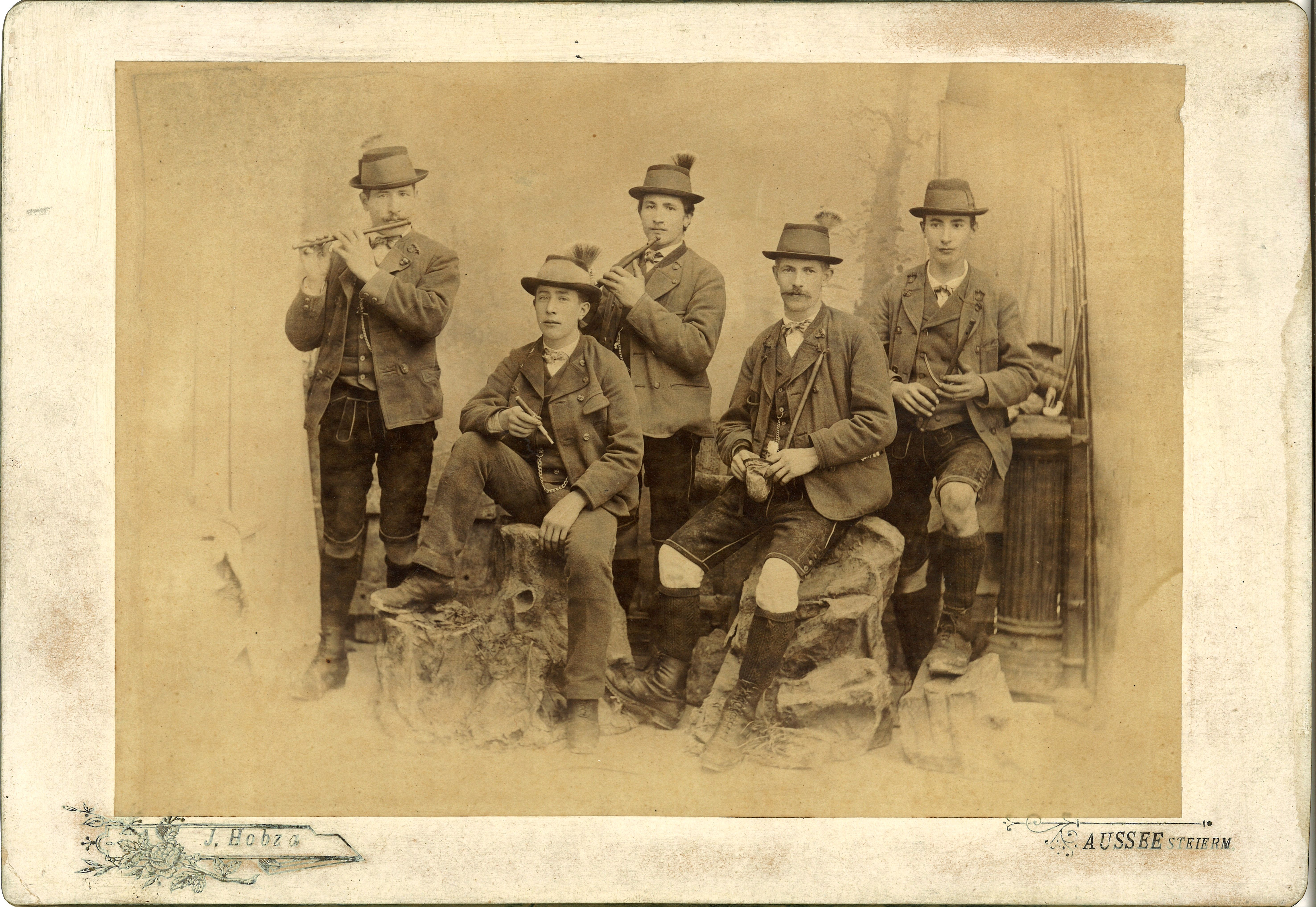
Altausseer Seitlpfeifer 1891

Die (auch „der“) Schwegel (von althochdeutsch suegala, „Schienbeinknochen“) ist seit dem Mittelalter eine einfache Form einer Kernspaltflöte oder einer Querflöte.
Ursprünglich wurden mit Schwegel verschiedene Arten von Einhandflöten (französisch galoubet) bezeichnet, die einhändig zugleich mit einer Trommel (Tabor) gespielt wurden. Die drei Grifflöcher wurden mit Daumen, Zeigefinger und Mittelfinger bedient. 
In der Musik des Mittelalters und der Renaissance fand die Schwegel vor allem im Feld zusammen mit der Trommel als „Kriegsinstrument“ Verwendung. Es gibt sie in verschiedenen Stimmungen. Die tiefsten Pfeifen haben den Grundton d1, die höchsten noch spielbaren Instrumente klingen in es2. Am gebräuchlichsten sind derzeit Pfeifen in a1 (440 Hz). Der Tonumfang beträgt zweieinhalb Oktaven.
Heute ist der Name von diesen zylindrischen Kernspaltflöten auf eine einfache hölzerne Querflöte mit sechs Grifflöchern übergegangen. Sie wird in der Volksmusik verwendet.
Synonyme sind Schwegelpfeife und Trommelflöte, sowie Seitlpfeife, Querpfeife und Zwerchpfeife (zwerch, „quer“) wenn eine Querflöte gemeint ist. In der Schweiz sind auch die Bezeichnungen Schweitzerpfeiff (neue Schweizerpfeife) und Natwärisch-Pfiifa (im Wallis) gebräuchlich. Zusammen mit den Basler Trommeln eröffnen sie um 4 Uhr morgens den Morgestraich an der Basler Fasnacht.
In Österreich wurden die Schwegel (Seitelpfeife), ihre Herstellung und Spielpraxis 2024 in die Liste des Immateriellen Kulturerbes in Österreich aufgenommen.